# سیاهک سخت جو
سیاهک سخت جو (نام علمی: Ustilago hordei) نام یک گونه از راسته سیاهک‌قارچ‌سانان است.